# Alejandra López Gómez
Alejandra López Gómez (Montevideo, 19 de octubre de 1965) es una psicóloga, doctora en ciencias sociales y docente universitaria uruguaya. Es fundadora y coordinadora del Programa en Género, Salud Reproductiva y Sexualidades de la Facultad de Psicología de la Universidad de la República desde 1999. Entre otras responsabilidades académicas, ha sido directora del Instituto de Psicología de la Salud, integrante del Consejo de la Facultad de Psicología y Presidenta de la Asamblea General del Claustro de la Universidad de la República. 

## Trayectoria académica y profesional
Ingresó como estudiante de la generación 84 de la Escuela Universitaria de Psicología de la Udelar, año en el cual participó de la fundación del Centro de Estudiantes en Psicología, el CEUP-FEUU.
Obtuvo el título de Psicóloga en 1989 y desde entonces ocupó cargos docentes en la Facultad de Psicología, donde es Profesora Titular con dedicación total del Instituto de Psicología de la Salud. Ha sido directora de ese Instituto en los períodos 2010-2014 y 2020-2022.
Previo a ello, fue responsable de la Unidad de Apoyo a la Investigación de la Facultad de Psicología y del Programa de Fomento a la Calidad de la Investigación con apoyo de CSIC-Udelar.
En el año 1999 propuso la creación de la Cátedra Libre en Salud Reproductiva, Sexualidad y Género, la cual fue aprobada por el Consejo de la Facultad de Psicología en setiembre de ese año. Luego, la Cátedra se transformó en el Programa de Género, Salud Reproductiva y Sexualidades del Instituto de Psicología de la Salud. En el marco de ese programa, coordina a un equipo de 20 docentes e investigadores/as y es la referente del proyecto "Si yo fuera Juan: Prevención del embarazo en la adolescencia involucrando a los varones adolescentes". El programa cuenta con el apoyo del Programa Grupos I+D de CSIC desde 2018. 
En la Facultad de Psicología tuvo responsabilidades de representación institucional y de cogobierno. Integró la Comisión Nacional de Sida (2005-2009), la Comisión Nacional Asesora en Salud Sexual y Reproductiva (2004-2015), la Comisión Mixta Udelar-MSP (2010-2013), fue alterna de Decanato en el Área de Salud de la Universidad de la República (2012-2018), Consejera por el orden docente (entre 2014-2022) y Presidenta de la Asamblea General del Claustro de la Udelar (2022-2024).
En el ámbito social y profesional, en el año 1992, participó de la creación del Instituto de Estudios Psicosociales del Sur (IEPS), organización que implementó el Programa 100 días por la Tolerancia y la Democracia Cotidiana en 1995.
En 1995 fue una de las fundadoras y codirectora de Mujer y Salud en Uruguay (MYSU) y desde allí fue una activista de primer orden en la lucha por el reconocimiento de la igualdad de género, la salud y los derechos sexuales y reproductivos en Uruguay y en la región. Allí también fue la coordinadora del Observatorio Nacional en Género y Salud Sexual y Reproductiva. Integró las delegaciones oficiales de Uruguay ante la Asamblea General de Naciones Unidas sobre Población y Desarrollo y sobre Igualdad de Género (CIPD+5, +10 y Beijing +5, Beijing +19 entre 1999 y 2010).
Más recientemente, en el marco de la pandemia del Covid-19 coordinó el Observatorio Socioeconómico y Comportamental (OSECcreado a instancias del Grupo Asesor Científico Honorario (GACH).
Desde su inserción académica, ha propiciado múltiples acuerdos de trabajo con organizaciones de la sociedad civil, organismos gubernamentales de nivel central y departamental, municipios y organismos regionales e internacionales, que se han concretado en convenios y acuerdos de trabajo para fortalecer el enlace entre conocimiento universitario, compromiso social e incidencia en políticas públicas en temas de relevancia para la agencia social.Un ejemplo de ello fue su asesoramiento a la estrategia nacional e intersectorial para la prevención del embarazo no intencional en adolscentes entre 2016 y 2020.
A nivel regional e internacional, entre 2004 y 2010 formó parte del consejo del Global Forum for Health Research. Actualmente forma parte de espacios como la Red para la Salud de las Mujeres latinoamericana y caribeñas (RSMLAC), el Consorcio Latinoamericano contra el Aborto Inseguro (CLACAI), la Sociedad Interamericana de Psicología, la red académica ANSER y el Global Partnership on Comprehensive Sexual Education. Desde 2024 integra el grupo técnico asesor regional sobre mortalidad materna de la OPS. 

## Investigación
Ha dirigido más de 25 proyectos de investigación y ha participado de estudios multipaís en América Latina y a nivel global. Sus principales líneas de investigación se centran en el área de Psicología y Salud, con foco en género, derechos sexuales y reproductivos, violencias y salud sexual, en especial en adolescencias. Integra el Sistema Nacional de Investigadores desde 2008, teniendo al año 2025 la categorización de "Activo: Nivel 2". Muchos de sus trabajos se orientan a la evaluación de las intervenciones públicas, para generar información y evidencia para la toma de decisiones. Tiene más de cien publicaciones sobre sus temas de referencia.
Algunas de sus publicaciones destacadas son:
- Embedding research capacity strengthening in multi-country studies in low-and middle-income countries: learnings from sexual and reproductive health research. (2024) En coautoría con Khisa AM, Wao H, Brizuela V, Compaoré R, Baguiya A, Bonet M, Kouanda S, Thorson A, Gitau E., Glob Health Action. 2024 Dec 31;17(1):2338634. doi: 10.1080/16549716.2024.2338634. Epub 2024 Apr 12. PMID
- Educación integral de la Sexualidad: análisis general de las evidencias disponibles a nivel internacional. En coautoría con Maria Lohan, 2023, publicado por UNESCO y UNFPA https://unesdoc.unesco.org/ark:/48223/pf0000385849.locale=es
- Risk Sexual Behaviors in Uruguayan Adolescents: the Role of Self Regulation and Sex Gender (2023) Coautora con Fernández G , Brunet, N , Godoy, JC , Steinberg, L , Trends in Psychology, v.: 31 DOI: https://doi.org/10.1007/s43076-023-00284-w
- Using behavioural and social sciences to inform public policies during COVID-19, Uruguay (Completo, 2021) Coautora con Dogmanas D. , Brunet, N. , Bagattini, N , Bernardi, R Bulletin of The World Health Organization, v.: 99 11 , p.:843 - 844 DOI: 10.2471/BLT.21.287071
- Desarrollo de una política pública integral de prevención de embarazo en adolescentes en Uruguay (2021) Coautora con Graña, S , Ramos V. Benedet, L. Revista panamericana de salud pública  v.: 45 e93 DOI: https://dx.doi.org/10.26633%2FRPSP.2021.93
- Violencia contra las mujeres en el ámbito universitario: una realidad emergente en la región (2019). DOI: doi.org/10.1590/Interface.190651 https://www.interface.org.br

- Experiencia de mujeres en situación de cesárea en Uruguay: el derecho a estar acompañada por personas de su elección y las dificultades en su cumplimiento (2018). Coautora con Carolina Farías. Cadernos de Saúde Pública, v.: 34 1 , p.:1 - 11, 2018
- Profesionales de la salud y aborto en Uruguay: transiciones y disputas en camino a su legalización (2002-2012). (2018) Publicado por Udelar, Ediciones Universitarias, Biblioteca Plural. 978-9974-0-1583-8
- Acoso laboral y sexual en el ámbito universitario. (2018) Publicado por Udelar, Ediciones Universitarias, Biblioteca Plural. En coordinación con Victoria Espasandín. 978-9974-94-137-3

- Profesionales de la salud, resistencia y cambio en la atención a mujeres que deciden abortar en Uruguay (2017). Coautora con Martín Couto. Revista Descentrada, v.: 1 2 21, p.:2 - 16, 2017

Sus últimos proyectos de investigación se centran en la toma de decisiones de salud sexual y reproductiva en adolescentes, desarrollando herramientas para la educación sexual con base en esta evidencia. Sus proyectos han sido financiados por organismos como la Comisión Nacional de Investigación Científica (CSIC-Udelar), la Agencia Nacional de Innovación e Investigación (ANII), el Fondo de Población de las Naciones Unidas (UNFPA), la Organización Panamericana de la Salud (OPS/OMS) y UNESCO.